# Ageometresia
Ageometresia eller ageometria er et ord, der beskriver en fejl eller defekt i et geometrisk værk.
En tidlig brug af ordet var i skrifter af François Viète om Kopernikus. Som et andet eksempel er Johannes Kepler blevet beskyldt for ageometresia, idet han ikke havde nogen direkte og geometrisk metode til at bestemme visse forhold i sin elliptiske teori, nemlig hvordan man beregner den sande anomali ud fra den gennemsnitlige anomali.
Selvom Viète skrev på latin, er ordet ageometresia græsk, og det samme græske ord er også efterfølgende blevet brugt af forfattere på andre sprog. Ud over dets anvendelse til at angive fejl i værker af professionelle matematikere er "ageometria" også blevet brugt til at beskrive en form for dyscalculia, et handicap, der forhindrer studerende fra forståelse af geometri.